# Співуча кістка
«Співуча кістка» (нім. Der singende Knochen) — казка, опублікована братами Грімм у збірці «Дитячі та сімейні казки» (1812, том 1, казка 28). Згідно з класифікацією казкових сюжетів Аарне-Томпсона має номер 789.
Кантата австрійського композитора Густава Малера «Пісня плачу» (нім. Das Klagende Lied) частково основана на цій казці. Також такий казковий сюжет можна знайти у «Баладі про двох сестер» (англ. The Twa Sisters), де головними персонажами виступають сестри, а не брати. 
Згідно з Гремом Андерсоном, казка сягає своїм корінням до грецької історії про Мелеагра та  калідонського вепра.

## Сюжет
В одній країні в лісах з'явився грізний вепр, який не лише псував поля, але й загрожував життю людей та худоби. Король пообіцяв велику нагороду кожному, хто звільнить той край від звіра, але ніхто не наважувався навіть близько підійти до вепра. Тоді король пообіцяв, що той, хто вб'є звіра, отримає його дочку за дружину. Двоє братів, сини одного бідного чоловіка, погодились на виклик. Старший, мудріший брат зробив це з чванства, а молодший, дурніший з чистого серця.
Згідно з наказом короля, кожен з них увійшов до лісу з іншої сторони, аби мати певність, що вони натраплять на вепра. Молодший брат, мандруючи по лісі, зустрів на своєму шляху маленького чоловічка, що тримав в руках маленького чорного списа й сказав йому: «Я даю тобі цей спис, бо в тебе чисте і добре серце. З ним ти можеш спокійно йти на дика, він не заподіє тобі жодної шкоди». Молодший брат подякував незнайомому і подався далі в дорогу. невдовзі він зустрів дика, якого вбив, виставивши на зустріч списа.
Тим часом старший брат зайшов по дорозі до корчми, думаючи, що вепр «ніде не дінеться», і був здивований, коли побачив як брат прийшов з мертвим диком на спині. Вдавав радість, але водночас відчував заздрість до брата. Коли вони повертались додому, старший брат напав на молодшого і зіштовхнув мертве його тіло під місток. Тоді взяв дика і заніс до короля, стверджуючи, що це він забив звіра, і згодом отримав дочку короля собі за дружину. Коли молодший брат довго не повертався, старший брат припустив, що звір мусив його вбити й всі в це повірили.
Багато років по тому один пастух гнав свої вівці через місток і побачив внизу на піску білу-білесеньку кісточку. Не знаючи, що ця кістка людська, зробив з неї мундштук для свого ріжка. Коли дмухнув у неї вперше, кістка, на здивування пастуха, почала співати: 
Ох, мій любий пастушок,
На моїй кісточці граєш у свій ріжок,
А мене брат мій зо світу зігнав,
Тут під містком, поховав,
Через вепра лісового
Задля доньки короля.
Тоді пастух заніс кісточку до короля. При королі заграв знову і кісточка знову заспівала ті самі слова. Король наказав розкопати землю під містком, де й знайшли кістки убитого. Злий брат визнав свою провину, після чого за наказом короля його зашили у мішок і утопили в річці, а кістки вбитого брата поховали на кладовищі у красивій домовині.